# Dražen Mužinić
Dražen Mužinić (* 25. ledna 1953 Split) je bývalý jugoslávský fotbalista chorvatské národnosti, defenzívní záložník. V roce 1977 byl vyhlášen jugoslávským fotbalistou roku.

## Fotbalová kariéra
V jugoslávské lize hrál za Hajduk Split, nastoupil ve 277 ligových utkáních, dal 13 gólů a s Hajdukem vyhrál čtyřikrát ligu a pětkrát pohár. V roce 1980 přestoupil do anglického týmu Norwich City FC, za který odehrál 2 sezóny. V Poháru mistrů evropských zemí nastoupil ve 14 utkáních, v Poháru vítězů pohárů nastoupil v 15 utkáních a dal 1 gól, ve Veletržním poháru nastoupil ve 1 utkání a v Poháru UEFA nastoupil ve 4 utkáních. Celkem za reprezentaci Jugoslávie nastoupil v letech 1974-1979 ve 32 utkáních a dal 1 gól. Byl členem jugoslávské reprezentace na Mistrovství světa ve fotbale 1974, nastoupil ve 2 utkáních, a na Mistrovství Evropy ve fotbale 1976, kdy nastoupil ve 2 utkáních.

## Ligová bilance
| Ročník                          | Zápasy | Góly | Klub            |
| ------------------------------- | ------ | ---- | --------------- |
| Jugoslávská Prva liga 1969/1970 | 12     | 2    | Hajduk Split    |
| Jugoslávská Prva liga 1970/1971 | 11     | 0    | Hajduk Split    |
| Jugoslávská Prva liga 1971/1972 | 29     | 5    | Hajduk Split    |
| Jugoslávská Prva liga 1972/1973 | 31     | 0    | Hajduk Split    |
| Jugoslávská Prva liga 1973/1974 | 30     | 2    | Hajduk Split    |
| Jugoslávská Prva liga 1974/1975 | 31     | 0    | Hajduk Split    |
| Jugoslávská Prva liga 1975/1976 | 29     | 1    | Hajduk Split    |
| Jugoslávská Prva liga 1976/1977 | 26     | 0    | Hajduk Split    |
| Jugoslávská Prva liga 1977/1978 | 24     | 2    | Hajduk Split    |
| Jugoslávská Prva liga 1978/1979 | 29     | 0    | Hajduk Split    |
| Jugoslávská Prva liga 1979/1980 | 25     | 1    | Hajduk Split    |
| Premier League 1980/1981        | 12     | 0    | Norwich City FC |
| EFL Championship 1981/1982      | 7      | 0    | Norwich City FC |
| CELKEM 1. jugoslávská liga      | 277    | 13   |                 |
| CELKEM Premier League           | 12     | 0    |                 |